# Sheng (Instrument)

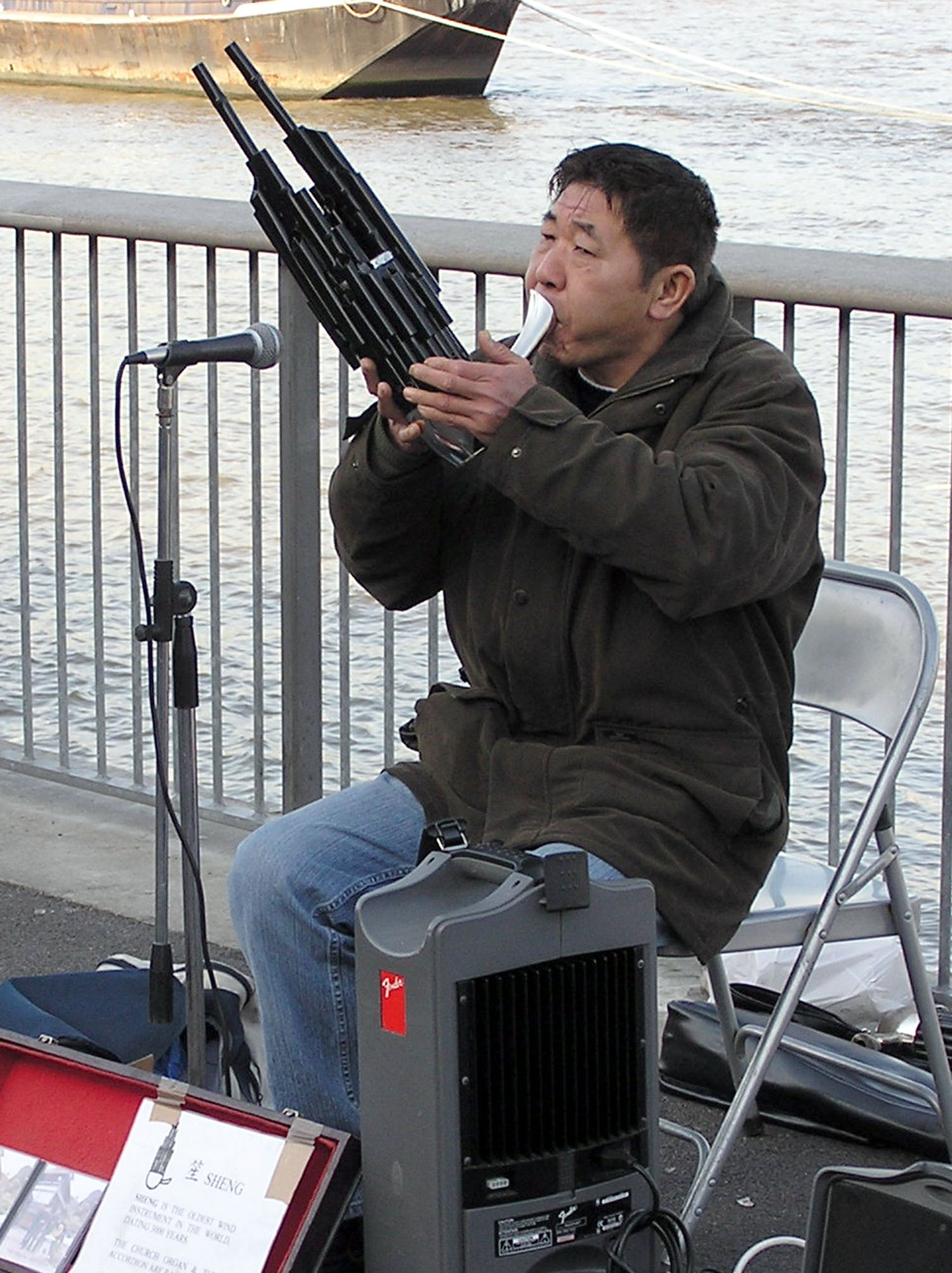
Sheng-Musiker in London, 2004

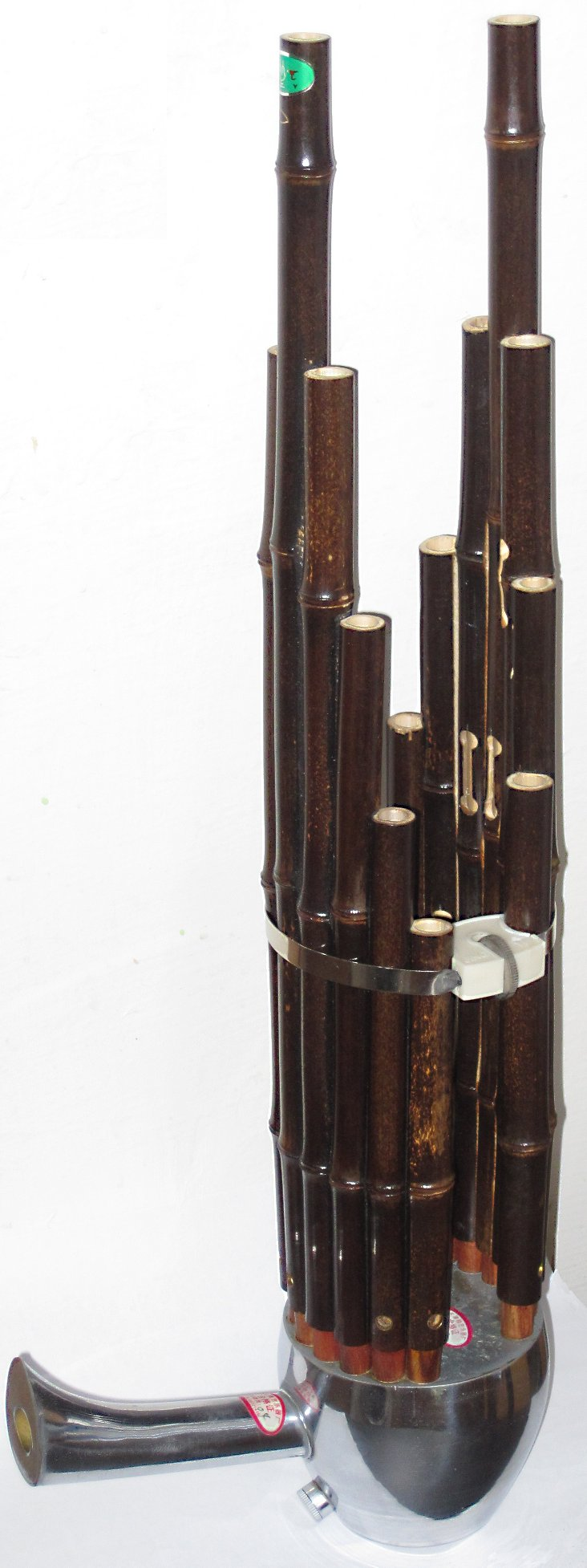
Sheng mit 17 Pfeifen

Sheng (chinesisch 笙, Pinyin shēng) ist ein Musikinstrument der traditionellen chinesischen Musik. Sie gehört zur Familie der Mundorgeln, die wiederum zu den Durchschlagzungeninstrumenten zählen. Die sheng gilt als ältester Vorläufer der Harmonikainstrumente.  

## Bauform
Die sheng besteht aus einer meist aus Metall gefertigten Windkammer mit Schnabel sowie 17, manchmal auch 21 oder 37 Pfeifen. Die Pfeifen stecken mit den Enden in der Windkammer. Dies unterscheidet die sheng von der in Südwestchina gespielten lusheng und der laotischen khaen, deren Pfeifen durch die Windkammer hindurchführen. Traditionell handelte es sich hierbei um Bambusrohre, die Stimmung erfolgte diatonisch. In neuerer Zeit wurden zunehmend auch Metallpfeifen und chromatische Stimmungen gebräuchlich. Der charakteristische laute und durchdringende Ton der sheng wird durch in den Pfeifen angebrachte durchschlagende Zungen aus Metall erzeugt, sobald das Griffloch der jeweiligen Pfeife abgedeckt wird. Man kann die sheng sowohl beim Ein- als auch beim Ausatmen spielen. Als eines der wenigen Instrumente der traditionellen chinesischen Musik ist sie zur Wiedergabe von Akkorden in der Lage.

## Bedeutung

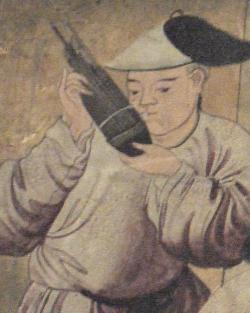
Sheng-Spieler auf einer Beerdigung; Tapete, um 1780

Mit 3000 Jahren ist die sheng eines der ältesten chinesischen Musikinstrumente. Sie gilt als eines der wichtigsten Instrumente in der klassischen chinesischen Musik und findet auch im sakralen Umfeld Verwendung. Auch in der Sagenwelt Chinas hat die Mundorgel ihren Platz: Viele Geschichten ranken sich um ihre Herkunft und besondere Bedeutung, so etwa die Sage, dass ein Götterstreit nur durch den harmonischen Klang der Sheng besänftigt werden konnte. 
In Japan existiert ein ähnliches Instrument namens shō, das zentraler Bestandteil der Gagaku-Instrumentalmusik ist. Teilweise fand die Sheng auch Eingang in europäische Kompositionen, so etwa bei John Cage.
In der Region, die den Süden Chinas, den Norden von Laos und von Vietnam umfasst, gibt es bei den Minderheitsvölkern einige unterschiedliche Arten von einfacheren Mundorgeln, die zumeist aus Bambus gefertigt sind. Die dort am weitesten verbreitete Mundorgel ist die in Laos und der Isan-Region von Thailand gespielte khaen.
Ein Sheng-Spieler, der klassische chinesische Musik mit zeitgenössischer Klängen und Musizierhaltungen (u. a. Jazz und Neue Improvisationsmusik) verbindet, ist der 1970 in der Provinz Jiangsu geborene und in Deutschland lebende Wu Wei.

## Typen
Von den ursprünglich zahlreichen Varianten der sheng haben nur wenige bis in die Gegenwart überdauert:
- Gaoyin sheng (chinesisch 高音笙, Pinyin gāoyīn shēng), hochgestimmt, auf der Basis des Violinschlüssels
- Zhongyin sheng (chinesisch 中音笙, Pinyin zhōngyīn shēng), mittlere Stimmlage, Violin- oder Altschlüssel
- Diyin sheng (chinesisch 低音笙, Pinyin dīyīn shēng), tiefe Stimmlage, Alt- oder Bassschlüssel
- „Traditionelle“ sheng (chinesisch 传统笙, Pinyin chuántǒng shēng), 21 Pfeifen, benutzt den Violinschlüssel